# Dialloubé
Dialloubé is een gemeente (commune) in de regio Mopti in Mali. De gemeente telt 31.000 inwoners (2009).
De gemeente bestaat uit de volgende plaatsen:
- Abdramani
- Batamani
- Dayebé
- Dialloubé
- Gobé
- Kakagnan-Bozo
- Kakagnan-Foulbé
- Kanio
- Noga
- Ouro–Alpha
- Payonna
- Saba
- Saré–Hambanou
- Saya
- Sévéry–Bozo
- Sévéry–Ouro
- Sormé
- Tanouma-Guida
- Tanouma–Ouro
- Teby
- Wampiri